# FIBA Diamond Ball 2004
Il FIBA Diamond Ball 2004 è stato un torneo di pallacanestro del 2004, seconda edizione (prima femminile) del FIBA Diamond Ball.
Il torneo maschile si è svolto a Belgrado, quello femminile a Candia.

## Medagliere
| Posizione | Paese               |   |   |   | Totale |
| --------- | ------------------- | - | - | - | ------ |
| 1         | Australia           | 1 | 0 | 0 | 1      |
| 1         | Serbia e Montenegro | 1 | 0 | 0 | 1      |
| 3         | Cina                | 0 | 1 | 0 | 1      |
| 3         | Lituania            | 0 | 1 | 0 | 1      |
| 5         | Argentina           | 0 | 0 | 1 | 1      |
| 5         | Brasile             | 0 | 0 | 1 | 1      |
| Totale    | Totale              | 2 | 2 | 2 | 6      |